# Christian Andree (Medizinhistoriker)

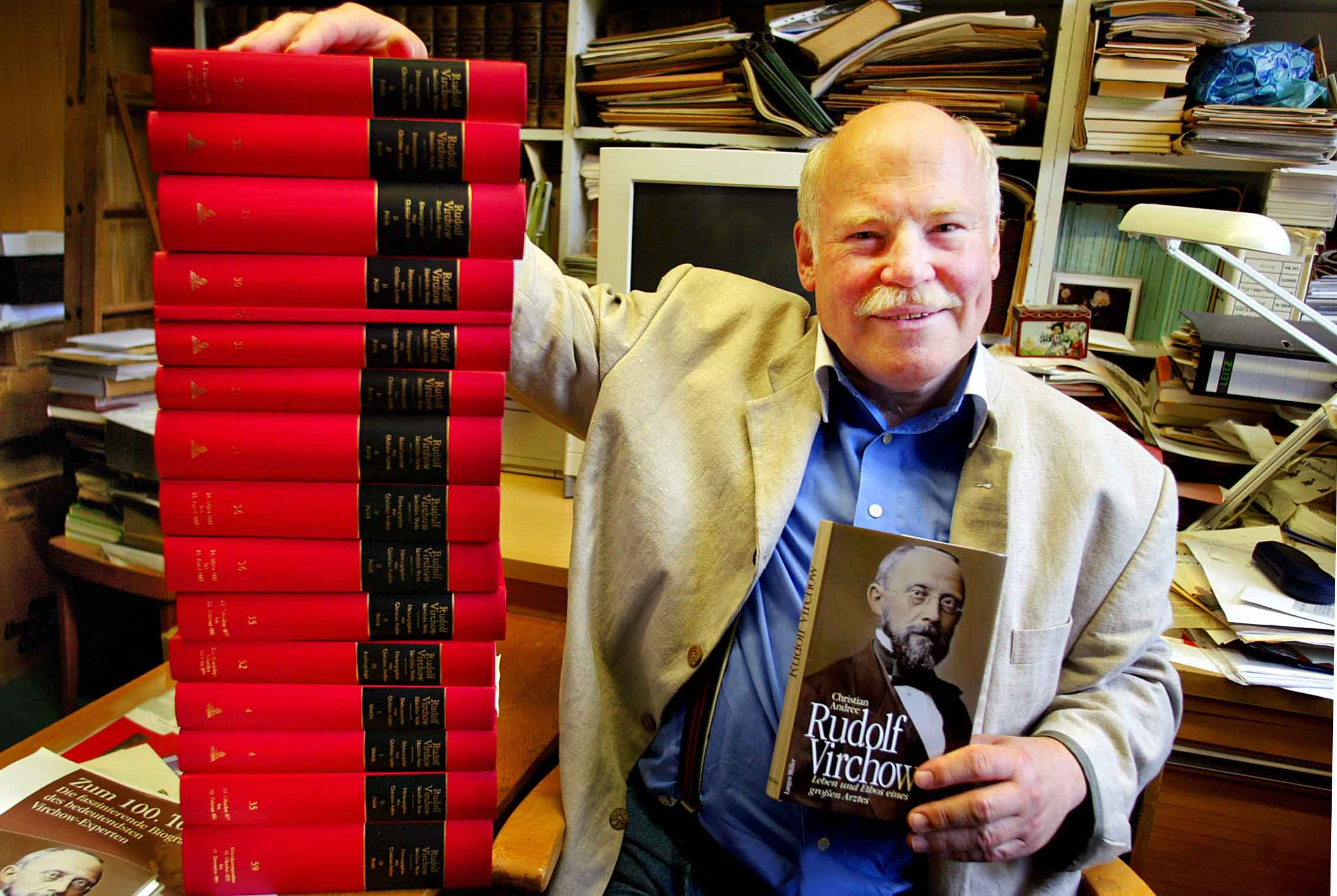
Andree mit den ersten Bänden der Virchow-Gesamtausgabe (2002)

Christian Andree (* 28. November 1938 in Landsberg an der Warthe) ist ein deutscher Medizinhistoriker, Wissenschaftshistoriker und Philologe. Er publizierte unter anderem zur Geschichte der gesetzlichen Krankenversicherung und zur Geschichte der Universitätskliniken in Kiel. Als Philologe gab er Werke von Theodor Fontane heraus und sammelte Fontane-Autographen. Seit den 1990er Jahren beschäftigt er sich vor allem mit Rudolf Virchow. Er ist der Herausgeber der Virchow-Gesamtausgabe.

## Leben und Wirken

### Herkunft und Schulzeit
Andrees Vorfahren waren evangelische Glaubensflüchtlinge. Väterlicherseits kamen sie aus Südfrankreich, mütterlicherseits aus Böhmen. Die Eltern waren der Landwirt Gerhard Andree und seine Ehefrau, die Telefonistin Johanna Andree geborene Kollatschny († 1973). Der Vater fiel 1943 im Deutsch-Sowjetischen Krieg.
Nach fünfjähriger Flucht und Vertreibung kam Christian Andree mit seiner Mutter über viele Stationen und längere Lageraufenthalte in Polen in die Oberlausitz. 1949 wurde er mit fast 11 Jahren in der Volksschule von See (Niesky) eingeschult. Er bestand die Reifeprüfung an der Oberschule in Niesky zwar schon am 27. Mai 1957, durfte aber „aus politischen Gründen“ zunächst nicht studieren. 

### Studienjahre
Nach zwei Monaten am Katechetischen Oberseminar in Naumburg (Saale) wurde Andree doch zum Studium zugelassen, aber nur für Evangelische Theologie an der Universität Halle, wo er vier Semester vor allem alte Sprachen studierte. Am 1. September 1959 floh er in die Bundesrepublik.
Vom Wintersemester 1959/60 bis zum Wintersemester 1965/66 studierte er Geschichte der Medizin, Geschichte der Naturwissenschaften, Geschichte der Technik, Anthropologie, Alte, Mittlere, Neuere und Neueste Geschichte, Ur- und Frühgeschichte, Germanistik, Romanistik und Slawistik. Dabei kam er an die Eberhard Karls Universität Tübingen, die Albert-Ludwigs-Universität Freiburg, die Technische Universität Berlin, die Freie Universität Berlin, die Johannes Gutenberg-Universität Mainz, die Christian-Albrechts-Universität zu Kiel, die Universität zu Köln und die Rheinische Friedrich-Wilhelms-Universität Bonn. In Köln wurde er 1973 zum Dr. phil. promoviert (Opus valde laudabile).

### Tätigkeiten
In den Jahren 1966 bis 1973 war Andree im Wissenschaftlichen Antiquariat Dr. Rudolf Habelt (Bonn) Abteilungsleiter für die Fachgebiete Anthropologie, Geschichte der Medizin, der  Naturwissenschaften und der Technik sowie für Ur- und Frühgeschichte. Im Antiquariat Bruno Hessling (Berlin) war er geschäftsführender Stellvertreter des Inhabers im Verlag.
Am 25. Oktober 1969 war er Gründungsmitglied der Deutschen Gesellschaft für Ur- und Frühgeschichte (DGUF) und wurde deren erster Schriftführer.
Ab 1. Juli 1973 leitete Andree die Publikationsstelle des Rheinischen Landesmuseums Bonn. Drei Jahre oblag ihm die Redaktion sämtlicher Veröffentlichungsreihen und Zeitschriften des Museums.
Zum 1. Juli 1976 wurde er Akademischer Rat am Institut für Geschichte der Medizin und Pharmazie der Universität Köln. Ab Juli 1979 war er Wissenschaftlicher Oberrat. Vom Wintersemester 1987/88 bis 2005 hatte er einen Lehrauftrag an der Julius-Maximilians-Universität Würzburg.
1993 legte Andree in Kiel seine Habilitationsschrift über „Virchows Weg von Berlin nach Würzburg“ vor. Am 17. Januar 1994 habilitierte er sich in Kiel für Geschichte der Medizin und Pharmazie. Die Verleihung der Venia legendi für das Fach Geschichte der Medizin und die Ernennung zum Privatdozenten erfolgten nach der Antrittsvorlesung am 1. Februar 1994. Die Europa-Universität Viadrina ernannte ihn am 13. Juli 1998 zum Honorarprofessor für Wissenschafts- und Medizingeschichte.
Studienaufenthalte und Lehraufträge führten ihn an die Linnean Society of London, die Universität Würzburg, die Universität Warschau und die Universität Breslau. In Würzburg befasste er sich seit dem Wintersemester 1979/80 mit Schlesien, an den polnischen Universitäten mit der Geschichte medizinischer NS-Verbrechen. Andree ist Mitglied der Historischen Kommission für Schlesien.
Auch nach der Pensionierung am 1. April 2004 forscht, lehrt und publiziert er in unvermindertem Umfang. Dazu gehört die Betreuung vieler Doktoranden. Seit dem 12. März 2012 leitet er die Medizinhistorische Forschungsstelle der Universität Kiel.

### Fontane-Autographensammlung
Andree trug durch Käufe bei Auktionen und auf Antiquariatsmessen eine Sammlung diverser Originalhandschriften Theodor Fontanes zusammen, die als die größte deutsche Privatsammlung an Fontane-Autographen galt. Sie umfasst mehrere hundert Manuskriptseiten zu Romanen Fontanes und den Wanderungen durch die Mark Brandenburg, 18 Gedichtmanuskripte, 156 Briefe Fontanes und 45 Autographe aus dem Fontane-Umkreis. 1997 verkaufte Andree die Sammlung an das Theodor-Fontane-Archiv. Die Kulturstiftung der Länder, das Land Brandenburg, der Bund und private Förderer beteiligten sich an der Finanzierung. Die Kulturstiftung der Länder gab nach dem Kauf eine illustrierte Dokumentation und einen Katalog zur Fontane-Sammlung Christian Andree heraus. Das Theodor-Fontane-Archiv restaurierte die Manuskripte im Jahr 2009 und machte sie digital verfügbar.

### Virchow-Gesamtausgabe
Andree beschäftigte sich in den 1980er Jahren bei dem Medizinhistoriker Gundolf Keil in Würzburg intensiv mit dem Werk Rudolf Virchows. Dabei reifte sein Entschluss, eine historisch-kritische Virchow-Gesamtausgabe ins Werk zu setzen. Am 25. September 1989 wurde er in den Virchow-Beirat der Akademie der Wissenschaften der DDR berufen. 1992 erschienen die ersten Bände der Virchow-Gesamtausgabe. Insgesamt sind 71 Bände geplant.

## Veröffentlichungen

### Rudolf Virchow
- Geschichte der Berliner Gesellschaft für Anthropologie, Ethnologie und Urgeschichte, 1869–1969.  Bruno Hessling, Berlin 1969.
- Rudolf Virchow als Prähistoriker, 3 Bände. Böhlau Verlag, Köln und Wien 1976–1986.
- Rudolf Virchow – Theodor Billroth. Leben und Werk. Stiftung Pommern, Kiel 1979.
- Virchows Weg von Berlin nach Würzburg. Eine heuristische Studie zu den Archivalien der Jahre 1848 bis 1856. Königshausen & Neumann, Würzburg 2002. (Die Studie beruht auf Andrees unveröffentlichter Habilitationsschrift mit demselben Titel aus dem Jahr 1993.)
- Rudolf Virchow. Leben und Ethos eines großen Arztes. Langen Müller Verlag, München 2002, ISBN 3-7844-2891-6.[10]
- Rudolf Virchow. Vielseitigkeit, Genialität und Menschlichkeit. Ein Lesebuch. Olms 2009, ISBN 3-487-08822-3.

Als Herausgeber
- Virchow-Gesamtausgabe, seit 1992
- Über Griechenland und Troja, alte und junge Gelehrte, Ehefrauen und Kinder. Briefe von Rudolf Virchow und Heinrich Schliemann aus den Jahren 1877–1885. Böhlau 1991.
- Neue Rudolf Virchow-Forschungen. Beiträge von Fachforschern: Symposien 2013, Christian-Albrechts-Universität Kiel, und 2014, Europa-Universität Viadrina Frankfurt (Oder). KVC, Essen 2015 (Kultur-Medizin-Gesellschaft. Schriftenreihe des Instituts für transkulturelle Gesundheitswissenschaften, hrsg. von Stefan Schmidt, Hartmut Schröder und Harald Walach)

### Theodor Fontane (als Herausgeber)
Werke von Theodor Fontane, herausgegeben von Christian Andree
- Reisebriefe vom Kriegsschauplatz Böhmen 1866. Propyläen-Verlag, Berlin 1973.
- Briefe aus den Jahren 1856–1898. Berliner Handpresse 1975,  Quer-Klein-Folio (Reihe Werkdruck Nr. 4)
- Mein skandinavisches Buch. Reisen durch Dänemark, Jütland und Schleswig. Kiel: Mühlau 2004.[11] Neuausgabe: Hildesheim Zürich New York, Olms 2015.

Als Mitherausgeber
- Briefe. Zweiter Band 1860–1878. Hrsg. von Otto Drude, Gerhard Krause, Helmuth Nürnberger unter Mitwirkung von Christian Andree und Manfred Hellge. München: Carl Hanser Verlag 1979. Veränderte Taschenbuchausgabe: Ullstein 1987 (Ullstein Buch 4550).
- Briefe. Dritter Band 1879–1889. Hrsg. von Otto Drude, Manfred Hellge, Helmuth Nürnberger unter Mitwirkung von Christian Andree. München: Carl Hanser Verlag 1980. Veränderte Taschenbuchausgabe: Ullstein 1987 (Ullstein Buch 4551).
- Briefe. Vierter Band 1890–1898. Hrsg. von Otto Drude, Helmuth Nürnberger  unter Mitwirkung von Christian Andree. München: Carl Hanser Verlag 1983. Veränderte Taschenbuchausgabe: Ullstein 1987 (Ullstein Buch 4552).
- Erinnerungen. Ausgewählte Schriften und Kritiken. Fünfter Band. Zur deutschen Geschichte, Kunst und Kunstgeschichte. Hrsg. von Helmuth Nürnberger, Christian Andree und Heide Streiter-Buscher. München: Carl Hanser Verlag 1986.

### Kieler Universitätskliniken
- Die Universitäts-Hautklinik der Christian-Albrechts-Universität zu Kiel 1902–2010. Kiel 2011, ISBN 978-3-487-14669-0.
- Die Universitäts-Kinderklinik der Christian-Albrechts-Universität zu Kiel 1906–2006. Kiel 2011, ISBN 978-3-487-14670-6.

Als Koautor
- mit Walter Jonat und Thoralf Schollmeyer: Universitäts-Frauenklinik Kiel und Michaelis-Hebammenschule 1805–2005. Eine medizinhistorische Studie zum 200-jährigen Bestehen. Thieme, Stuttgart / New York 2005.
- mit Hans-Karl Albers: 130 Jahre Zahnheilkunde an der Christian-Albrechts-Universität zu Kiel. Kiel 2011, ISBN 978-3-487-14672-0.
- mit Ulrich Reker: 100 Jahre Hals-, Nasen- und Ohrenheilkunde an der Christian-Albrechts-Universität zu Kiel. Kiel 2011, ISBN 978-3-487-14671-3.

### Sonstiges
- Leistungssystem der gesetzlichen Krankenversicherung, historische Entwicklung bis zum gegenwärtigen Stand. Eine chronikalische Studie. Kiel: Institut für Gesundheits-System-Forschung 1980.
- Leistungssystem der gesetzlichen Krankenversicherung – bisherige Entwicklung bis zum gegenwärtigen Stand (Systematische Auswertung und Zusammenfassung der chronikalischen Studie). Die Beeinflussung des Krankheitsbegriffs und der Leistungen in Bezug auf Versicherungen, Ärzte und Versicherte durch politische, soziale, medizinische, ökonomische und juristische Faktoren. Kiel: Institut für Gesundheits-System-Forschung 1982.
- J. A. Stargardt: Autographenauktion. In: Karl H. Pressler (Hrsg.): Aus dem Antiquariat. Band 8, 1990 (= Börsenblatt für den Deutschen Buchhandel – Frankfurter Ausgabe. Nr. 70, 31. August 1990), S. A 348 – A 350.
- Karl von Holtei als Autographensammler. Mit einem Nachdruck des Katalogs der Holteiischen Autographensammlung. In: Christian Andree, Jürgen Hein (Hrsg.): Karl von Holtei (1798–1880). Ein schlesischer Dichter zwischen Biedermeier und Realismus. Würzburg 2005, S. 349–397.

Als Herausgeber
- Ernst von Held-Ritt: Prißnitz auf Gräfenberg oder treue Darstellung seines Heilverfahrens mit kaltem Wasser. Ein Handbuch für Alle, welche Gräfenberg besuchen, und die Wasserkur dort oder in der Heimath brauchen wollen, so wie für Jene, welche dort Heilung fanden. Nachdruck der Ausgabe Wien 1837. Mit einer Einleitung zur Geschichte der Hydrotherapie und der Biographie von Prißnitz sowie mit Erläuterungen und Anmerkungen. Würzburg: Bergstadtverlag W. G. Korn 1988.
- als Hrsg. mit Jürgen Hein: Karl von Holtei (1798–1880). Ein schlesischer Dichter zwischen Biedermeier und Realismus. Bergstadtverlag Wilhelm Gottlieb Korn, Würzburg 2005.

Als Beirat, Mitredakteur und Autor
- Faszination Weltgeschichte. Wie wir wurden, was wir sind. 10 Bände. Bertelsmann Lexikon Institut (Wissen Media Verlag) 2004.
- Faszination Weltgeschichte. Wie wir wurden, was wir sind. Band 11 (Sachbegriffe und Register). Bertelsmann 2006.